# Bahnradsport-Weltmeisterschaften 1928
Die Bahnradsport-Weltmeisterschaften 1928 fanden vom 14. bis 20. August 1928 in Budapest auf der Millenáris Sporttelep statt.
Für den Fliegerwettbewerb der Profis waren 17 Fahrer aus neun Ländern gemeldet. Der Illustrierte Radrenn-Sport kommentierte dies: „Die meisten Länder entsenden aus Sparsamkeitsgründen nur ihren Landesmeister.“ Im Steher-Rennen starteten elf Fahrer aus sechs Ländern.

## Resultate der Berufsfahrer
| Disziplin                 | Platz | Land            | Athlet                        |
| ------------------------- | ----- | --------------- | ----------------------------- |
| Fliegerrennen über 1000 m | 1     | Frankreich      | Lucien Michard                |
|                           | 2     | Frankreich      | Lucien Faucheux               |
|                           | 3     | Schweiz         | Ernst Kaufmann                |
| Steherrennen über 100 km  | 1     | Deutsches Reich | Walter Sawall/Ernest Pasquier |
|                           | 2     | Frankreich      | Henri Bréau                   |
|                           | 3     | Belgien         | Victor Linart                 |

## Resultate der Amateure
| Disziplin                 | Platz | Land       | Athlet             |
| ------------------------- | ----- | ---------- | ------------------ |
| Fliegerrennen über 1000 m | 1     | Dänemark   | Willy Falck Hansen |
|                           | 2     | Frankreich | Roger Beaufrand    |
|                           | 3     | Australien | Jack Standen       |